# Representações culturais de Guilherme II da Inglaterra
Guilherme II da Inglaterra foi mostrado em muitos meios de comunicação culturais.
Guilherme II aparece em Knight's Fee (1960), um romance histórico infantil de Rosemary Sutcliff. O romance de Sutcliff descreve Guilherme secretamente como sendo um pagão. A taxa de Knight foi influenciada pela leitura de Sutcliff do ensaio "The Arrow and the Sword", de Hugh Ross Williamson, que argumentava que Guilherme era secretamente um adepto de uma religião pré-cristã.
Guilherme II é indiretamente o tema de dois romances históricos de George Shipway, The Paladin e The Wolf Time. O personagem principal dos romances é Walter Tirel (ou Tyrell), seu suposto assassino, e o impulso principal da trama dos romances é que o assassinato foi arquitetado por Henrique I.
A morte de William Rufus é retratada na história ficcional de Edward Rutherfurd de 2000 de New Forest, The Forest. Na versão de Rutherfurd dos eventos, a morte do rei acontece em um lugar próximo da Pedra de Rufus, e Walter Tyrrell é acusado pela poderosa família Clare. Além disso, Purkiss é um contador de histórias inteligente que consegue (muito mais tarde) convencer Carlos II da Inglaterra de que um de seus ancestrais esteve envolvido.
William Rufus é um personagem importante no romance histórico de Valerie Anand de 1989, King of the Wood (1989). Ele também é um personagem importante em Robin and the King (1993) de Parke Godwin, o segundo volume da reinterpretação de Godwin da lenda de Robin Hood. William Rufus e seu relacionamento com Tyrell são mencionados e a maneira de sua morte é incluída em Lammas Night, de Katherine Kurtz. Ele é um personagem da Trilogia King Raven de Stephen R. Lawhead sobre Robin Hood.
Na televisão, Guilherme foi interpretado por Peter Firth na peça de 1990, Blood Royal: William the Conqueror.
O cantor Frank Turner contou a história da morte de Guilherme II na música "English Curse" de seu álbum de 2011, England Keep My Bones.